# Sarmu probo nisi
Sarmu probo nisi (SPN; serbisch-kyrillisch Сарму пробо ниси, deutsch „Du hast das Sarma noch nicht probiert“) ist eine serbische Satirepartei, die 2016 in Mladenovac gegründet worden ist.
Bei den Präsidentschaftswahl in Serbien 2017 erzielte ihr Kandidat Ljubiša Preletačević (Luka Maksimović) mit 9,44 % die drittmeisten Stimmen.

## Belege
1. ↑  RIK (94,18 %): Vučić osvojio 1,9 miliona glasova. N1, 3. April 2017, archiviert vom Original am 8. Mai 2017; abgerufen am 18. Januar 2019.  Info: Der Archivlink wurde automatisch eingesetzt und noch nicht geprüft. Bitte prüfe Original- und Archivlink gemäß Anleitung und entferne dann diesen Hinweis.